# Gert Frank
Gert Frank (ur. 15 marca 1956 w Hobro, zm. 19 stycznia 2019) – duński kolarz torowy i szosowy, brązowy medalista olimpijski oraz złoty medalista torowych mistrzostw świata.

## Kariera
Największy sukces w karierze Gert Frank osiągnął w 1983 roku, kiedy zdobył złoty medal w derny podczas mistrzostw świata w Zurychu. W zawodach tych bezpośrednio wyprzedził dwóch Holendrów: René Kosa i Martina Havika. Na rozgrywanych siedem lat wcześniej igrzyskach olimpijskich w Montrealu wspólnie z Vernerem Blaudzunem, Jørgenem Emilem Hansenem i Jørnem Lundem wywalczył brązowy medal w drużynowej jeździe na czas. Ponadto stawał na podium zawodów torowych i wyścigów szosowych, wygrał między innymi kryterium w Aarhus oraz norweskim Trondheim. Wielokrotnie zdobywał medale mistrzostw Danii, zarówno w kolarstwie torowym jak i szosowym.